# 彼得·希-活
彼得·丹尼士·希尔-伍德（英語：Peter Denis Hill-Wood，1936年2月25日—2018年12月28日），英國商人，曾是英超球隊阿仙奴主席（1982–2013）。

## 生平
彼得·希尔-伍德出生於倫敦的肯辛頓。他父親、3個叔叔和爺爺都是在世界級的打比郡木球會（Derbyshire County Cricket Club）效力。他入讀著名的私立貴族精英學校伊頓公學，和阿仙奴前董事羅渣·基比斯爵士（Sir Roger Gibbs）是同學。之後他為英國陸軍冷溪衛隊衛兵團（Coldstream Guards）效力，擔任御林兵。他離開冷溪衛隊衛兵團後，加入金融業，最終升任為漢布羅斯銀行（Hambros Bank）的副主席，在該銀行工作40年，管理銀行的投資部門。
希尔-伍德後來放棄他在漢布羅斯銀行的職位並退休。現時為Cavenham Ltd and Hellenic and General Trust的董事。
他於1971年結婚並育有兩個孩子祖里安（Julian）和查理斯（Charles）以及一個嫁給美國人提摩太·丹拿（Timothy Dana）的女兒莎拉（Sarah） 

### 阿仙奴主席生涯
他的家族一直是阿仙奴的主席，他是家族的第三代，他接任父親丹尼士·希尔-伍德（Denis Hill-Wood（任期由1962年至1982年）和他爺爺森美爾·希尔-伍德（任期由1929年至1936年和 1946年至1949年）。 彼得在父親於1982年逝世後不久繼承的阿仙奴主席的職位，雖為主席，但日常的球會事務並不是由他管理，球會是由臨時管理董事肯·菲亞（Ken Friar）和領隊雲加管理足球和一隊的事務。
希尔-伍德於漢布羅斯銀行和切斯·基斯域克（Chips Keswick）是同僚，其後雇用他到阿仙奴的董事局工作。基斯域克憑藉他的人脈關係，成功協助阿仙奴的新球場募集資金。
希尔-伍德在1980年代及1990年代，把一部分家族的阿仙奴股分給予前阿仙奴副主席大衛·甸恩（David Dein）。至2007年3月27日，他持有公司的500股，即是佔球會的0.80%（約三百四十萬英鎊）。

## 個人生活
希尔-伍德在1971結婚，有3名子女。

### 健康
2012年12月2日，阿仙奴宣布希尔-伍德因心臟病進院治療並休養。2018年12月28日，希尔-伍德離世，享年82歲。

## 其他
- 他曾於一級的木球會自由森林居民（Free Foresters）效力。
- 希尔-伍德和基斯域克同樣從事英國貨幣交易。[9]

| 前任： 丹尼士·希尔-伍德 | 阿仙奴主席 1982–2013 | 繼任： Chips Keswick |

## 外部連結
- Cricket Archive （页面存档备份，存于）